# Nikunau
Nikunau è un atollo situato nella Repubblica di Kiribati, nell'arcipelago delle Isole Gilbert.
L'atollo ha una superficie di 10 km². Al censimento del 2005 possedeva una popolazione di 1 912 abitanti.